# Мейме
Мейме́ (перс. میمه‎) — небольшой город в центральном Иране, в провинции Исфахан. Входит в состав шахрестана Борхар-э-Мейме.

## География
Город находится в западной части Исфахана, в гористой местности восточного Загроса, на высоте 2005 метров над уровнем моря.
Мейме расположен на расстоянии приблизительно 92 километров к северо-западу от Исфахана, административного центра провинции и на расстоянии 242 километров к югу от Тегерана, столицы страны. Ближайший гражданский расположен в городе Кашан.

## Население
По данным переписи, на 2006 год население составляло 5 733 человека. В национальном составе преобладают персы (носители одного из центральноиранских диалектов меймеи), в конфессиональном — мусульмане-шииты.